# 大學醫院停留場
大學醫院停留場（日语：／ Daigakubyōin teiryūjō */?），又稱大學醫院電車站，是位於長崎縣長崎市濱口町，長崎電氣軌道本線的電車站。車站編號為21。
尤如電車站名稱所示，此電車站最接近長崎大學醫院。

## 歷史
此停留場是在第二次世界大戰後的1947年（昭和22年）啟用。在戰前設有名為長崎大學醫院（舊縣立長崎醫院）前停留所。該電車站位置也在現時位置。
長崎電氣軌道路線在1915年（大正4年）11月開始營業，當時電車站名為醫院下停留場（日语：／）。在當時路線中，從浦上站前起都是專用路軌，路軌繞過東邊到達醫院下（現時：長崎大學牙科學系正門往長崎北郵局方向50米處。）。電車站名稱取自縣立長崎醫院的下方。在電車站啟用初時為終點站，後來在1920年（大正9年）再次延長。
在1923年（大正12年），電車站改名為醫院前停留場（日语：／），後來再次改名為醫院下，隨後名稱再次改回醫院前。在1945年（昭和20年）8月9日，長崎市被投下原子彈，長崎電軌全線不能通行，此電車站在2年（1947年（昭和22年））後修復完成。在浦上站前至濱口町之間的都市計劃下，把路軌走線變成直線，舊線廢止，此電車站也廢止。而在新線上開設新電車站。當時電車站名為岩川町停留場（日语：／）。在1954年（昭和29年），電車站向濱口町一方遷移，電車站改名為大學醫院前停留場（日语：／）。在2018年（平成30年）為了明確標示醫院位置，因此刪去「前」字，改名為大學醫院停留場。

### 年表
- 1915年（大正4年）11月16日 - 長崎電氣軌道築町至醫院下之間開通[7]。醫院下停留場啟用[5]。
- 1920年（大正9年）7月9日 - 醫院下至下之川（廢止）之間開通[7]。
- 1923年（大正12年） - 電車站改名為醫院前停留場[4][5]。
- 1927年（昭和2年） - 電車站改名為醫院下停留場[4][5]。
- 1936年（昭和11年）9月 - 電車站改名為醫院前停留場[4][5]。
- 1945年（昭和20年）8月9日 - 長崎市被投下原子彈，使全線不能通行[7]。
- 1947年（昭和22年）5月16日 - 浦上站前至大橋之間重開，舊線廢止[7][11]。新線上新設岩川町停留場[4][5]。
- 1954年（昭和29年）2月1日 - 電車站向濱口町一方遷移，電車站改名為大學醫院前停留場[4][5]。
- 1999年（平成11年）11月17日 - 電車站裝修工程竣工[14]。
- 2018年（平成30年）8月1日 - 電車站改名為大學醫院停留場[13][15]。

## 電車站構造
電車站是建造在共用行車道上。電車站設有2面2線的低地台相對式月台。東邊為長崎站前方向月台，西邊為赤迫方向月台。曾經月台處設有行人天橋連接，後來由於解決交通擁擠問題，便於1999年撤走。同時月台進行了延長和提高高度工程。
電車站靠近原爆資料館一方設有上下行線的渡線。在一般時間表中沒有列車使用，租賃車輛與臨時班次會使用該渡線改變行走方向。
在戰前的醫院前停留場設有2面2線的相對式月台。月台寬度3.13米，月台上設有上蓋、長椅和操車員的詰所。

### 運行系統
此電車站是本線電車站之一。當中1、2、3系統駛入此站。

## 使用狀況
根據「長崎電軌」的調査，以下為1日的上下車人次資料。主要的乘客都是前往醫院的人士和遊客。
- 1998年 - 3,044人[1]
- 2015年 - 2,800人[20]

## 電車站周邊
電車站鄰近長崎大學醫院、長崎大學醫學系和牙科學系。電車站前方設有長崎北郵局。
- 福砂屋（日语：カステラ本家福砂屋）浦上店
- 山王神社（日语：山王神社 (長崎市)）（以片足鳥居而知名）
- 活水中學·高等學校（日语：活水中学校・高等学校）
- 長崎縣醫師會館
- 浦上百貨中心（位於此電車站與浦上站前停留場的中間）
- 長崎自動車（日语：長崎自動車）、長崎縣交通局（日语：長崎県交通局）「岩川町」巴士站（位於浦上百貨中心前）

## 相鄰電車站
長崎電氣軌道
本線（■1號系統、□2號系統、■3號系統）
原爆資料館（20）－大學醫院（21）－浦上駅前（22）

## 注腳
1. 1 2 3 4 5  田栗 & 宮川 2000，第51頁.
2. ↑  100年史，第127頁。在該文獻中指出兩座電車站視作為同一個電車站。
3. ↑  田栗 2005，第144頁.
4. 1 2 3 4 5 6 7 8  100年史，第129頁.
5. 1 2 3 4 5 6 7 8 9  今尾 2009，第57頁.
6. 1 2 3 4  田栗 & 宮川 2000，第87–88頁.
7. 1 2 3 4 5 6  田栗 2005，第157頁.
8. ↑  100年史，第127頁.
9. ↑  今尾 2009，第57頁。文獻中記載在1944年以起，電車站改名為大學醫院前。
10. 1 2  田栗 & 宮川 2000，第96頁.
11. 1 2  田栗 & 宮川 2000，第98頁.
12. 1 2 3 4  田栗 2005，第46頁.
13. 1 2  . 長崎電気軌道. 2018-03-30  [2018-04-04]. （原始内容存档于2018-03-30） （日语）.
14. ↑  100年史，第198頁.
15. ↑  浅野孝仁. . 毎日新聞（地方版・長崎） (毎日新聞西部本社). 2018-07-31: 23 （日语）.
16. ↑  100年史，第130頁.
17. 1 2 3  川島 2013，第47頁.
18. ↑  100年史，第109頁.
19. ↑  田栗 & 宮川 2000，第53頁.
20. ↑  100年史，第124頁.